# Буйон, Кристоф
Кристо́ф Буйо́н (фр. Christophe Bouillon) — французский политик, депутат Национального собрания Франции.

## Биография
Родился 4 марта 1969 года в Руане (департамент Приморская Сена). Член Социалистической партии.
Сын уборщицы и моряка, Кристоф Буйон вступил в Социалистическую партию в 1986 году, выразив тем самым протест против т.н. проекта Девака - непопулярного проекта закона о высшем образовании, разработанного министром образования Аленом Деваком. Принимал активное участие в акциях студенческого профсоюза UNEF-ID. Имеет степень бакалавра по математике и магистра в области публичного права.
Начал заниматься политикой в 1995 году, когда в возрасте 26 лет прошел в городской совет Руана по списку левых. В 1997 году был избран первым секретарем отделения Социалистической партии в департаменте Приморская Сена. В 2001 году возглавил список социалистов на муниципальных выборах в городе Кантелё и после победы занял пост мэра.
В 2002 году Кристоф Буйон стал заместителем депутата Национального собрания от 5-го избирательного округа Жана-Клод Батё. В 2007 году, после отказа Батё выдвигаться на новый срок, стал кандидатом социалистов по этому округу и одержал победу на выборах. На выборах в Национальное собрание 2012 г. вновь стал кандидатом социалистов по 5-му избирательному округу, получил во 2-м туре 66,10 % голосов и сохранил мандат депутата Национального собрания. В 2017 году он в третий раз победил на выборах в Национальное собрание.
В Национальном собрании с 2012 года занимал пост заместителя председателя комиссии по устойчивому развитию и обустройству территорий. 
С 2015 по 2018 год был председателем Совета директоров Национального агентства по обращению с радиоактивными отходами. В марте 2015 года был избран в Совет департамента Приморская Сена от кантона Барантен. В ноябре 2017 года Кристоф Буйон был избран президентом Ассоциации малых городов Франции и вице-президентом Конфедерации малых городов Европейского Союза.
28 мая 2020 года возглавляемый Кристофом Буйоном левый список при отсутствии конкурентов победил на муниципальных выборах в городе Барантен, и он был избран мэром этого города. В соответствии с требованиями закона о невозможности совмещения мандатов Кристоф Буйон должен был отказаться от одного из выборных мандатов, и он предпочел должность мэра Барантена, сдав мандат депутата Национального собрания Франции. Его заместитель Бастьен Коритон одновременно был избран мэром коммуны Рив-ан-Сен и также отказался от депутатского мандата. В округе были назначены дополнительные выборы, которые выиграл социалист Жерар Лезёль.

## Занимаемые выборные должности
25.06.1995 — 18.03.2001 — член совета города Руан 

18.03.2001 — 05.04.2014 — мэр города Кантелё 

20.07.2007 — 17.06.2020 — депутат Национального собрания Франции от 5-го избирательного округа департамента Приморская Сена 

c 02.04.2015 — член Совета департамента Приморская Сена от кантона Барантен 

c 28.05.2020 — мэр города Барантен 